# ادجوآ بایور
ادجوآ بایور (انگلیسی: Adjoa Bayor؛ زادهٔ ۱۷ مهٔ ۱۹۷۹) بازیکن فوتبال اهل غنا است.

وی همچنین در تیم ملی فوتبال زنان غنا بازی کرده‌است.